# Años 960
Los años 960 o década del 960 empezó el 1 de enero del 960 y terminó el 31 de diciembre del 969.

## Acontecimientos
- León VIII sucede a Juan XII como papa en el año 963.
- Benedicto V sucede a León VIII como papa en el año 964.
- Juan XIII sucede a Benedicto V como papa en el año 965.
- Batalla de Fornelos
- China. 960. Song Taizu, comandante del ejército imperial Zhou posterior, lidera una revuelta para tomar el poder, funda la dinastía Song, crea la capital en Kaifeng y conquista los otros estados de Chinos durante un período de 15 años.